# HMAS Lachlan (K364)
Pour les autres navires du même nom, voir HMAS Lachlan.
Le HMAS Lachlan (K364) est une frégate de classe River de la Royal Australian Navy lancée en 1944.

### Ouvrages
- (en) John Bastock, Australia's Ships of War, Cremorne, NSW, Angus and Robertson, 1975, 414 p. (ISBN 978-0-207-12927-8, OCLC 2525523).
- (en) N. J. M. Campbell, Naval weapons of World War Two, Annapolis, Md, Naval Institute Press, 1985 (réimpr. 2002), 403 p. (ISBN 978-0-870-21459-2 et 0-870-21459-4, OCLC 51995246).
- (en) Vic Cassells, The Capital Ships : their battles and their badges, East Roseville, NSW, Simon & Schuster, coll. « Australia's naval heritage » (no 1), 2000, 221 p. (ISBN 978-0-731-80941-7, OCLC 48761594).
- (en) Tom Frame, No Pleasure Cruise : the story of the Royal Australian Navy, Crows Nest, NSW, Allen & Unwin, 2004, 336 p. (ISBN 978-1-741-14233-4, OCLC 249479050).
- (en) George Hermon Gill, Royal Australian Navy, 1942–1945, Canberra, Australian War Memorial, 1968 (OCLC 65475, lire en ligne).
- (en) Ross Gillett, Australian Ships, Frenchs Forest, NSW, Child & Associates, 1989 (ISBN 0-86777-107-0).
- (en) Ross Gillett, Australian and New Zealand Warships since 1946, Brookvale, NSW, Child & Associates, 1988, 192 p. (ISBN 0-86777-219-0, OCLC 23470364).
- (en) Lenton, H.T. et Colledge, J.J, British and Dominion Warships of World War Two, Doubleday and Company, 1968.

### Ressources numériques
- (en) « HMAS Lachlan », sur navy.gov.au, Sea Power Centre, Royal Australian Navy (consulté le 21 novembre 2016).